# Stanislau Hladtschanka
Stanislau Aljaksandrawitsch Hladtschanka (belarussisch Станіслаў Аляксандравіч Гладчанка; * 14. September 1994) ist ein belarussischer Freestyle-Skier. Er startet in der Disziplin Aerials (Springen).

## Werdegang
Hladtschanka startete im Europacup erstmals im Januar 2009 in Minsk-Raubitschy und belegte dabei den 12. und den 11. Platz. Seinen ersten Weltcup absolvierte er im Februar 2012 in Minsk, wo er auf den 11. Platz sprang. Bei den Juniorenweltmeisterschaften 2012 in Chiesa in Valmalenco errang er den 14. Platz. In der Saison 2012/13 holte er in Airolo seinen ersten Europacupsieg und belegte zudem in Chiesa in Valmalenco den dritten Platz. Im März 2013 wurde er bei den Juniorenweltmeisterschaften Neunter und beendete die Saison auf dem dritten Platz der Aerials-Disziplinenwertung des Europacups. In der folgenden Saison kam er bei allen sechs Teilnahmen im Europacup unter den ersten Zehn. Dabei errang er in Airolo und in Chiesa in Valmalenco jeweils den zweiten Platz, was für den zweiten Platz in der Aerials-Disziplinenwertung reichte. Bei den Juniorenweltmeisterschaften 2014 gelang ihn der 12. Platz.
In der folgenden Saison 2014/15 erreichte Hladtschanka mit Platz zehn in Moskau und Rang sieben in Minsk saeine ersten Top-10-Resultate im Weltcup. Beim Saisonhöhepunkt, den Weltmeisterschaften 2015 am Kreischberg, belegte er den 16. Platz. Im März 2015 siegte er beim Europacup in Chiesa in Valmalenco und beendete die Saison auf dem 13. Platz im Aerials-Weltcup sowie auf dem vierten Rang der Aerials-Disziplinenwertung des Europacups. In der Saison 2015/16 kam er sechs Teilnahmen im Weltcup dreimal unter den ersten Zehn und belegte damit den 31. Platz im Gesamtweltcup und den achten Platz in der Aerials-Disziplinenwertung. In der Aerials-Gesamtwertung des Europacups wurde er Sechster. Dabei gewann er in Airolo und errang dort zudem den zweiten Platz. Im Februar 2017 erreichte er mit dem zweiten Platz in Deer Valley seine erste Weltcup-Podestplatzierung. Bei den Weltmeisterschaften 2017 in der Sierra Nevada wurde er Fünfter.

## Erfolge

### Olympische Spiele
- Pyeongchang 2018: 6. Aerials
- Peking 2022: 6. Aerials (Mixed)

### Weltmeisterschaften
- Kreischberg 2015: 16. Aerials
- Sierra Nevada 2017: 5. Aerials

### Weltcup
Hladtschanka errang im Weltcup bisher einen Podestplatz.
Weltcupwertungen:
| Saison  | Gesamt | Gesamt | Aerials | Aerials |
| Saison  | Platz  | Punkte | Platz   | Punkte  |
| ------- | ------ | ------ | ------- | ------- |
| 2011/12 | 187.   | 2      | 33.     | 24      |
| 2012/13 | 247.   | 2      | 38.     | 13      |
| 2013/14 | 134.   | 9      | 26.     | 43      |
| 2014/15 | 53.    | 18     | 13.     | 125     |
| 2015/16 | 31.    | 30     | 8.      | 180     |
| 2016/17 | 48.    | 24,29  | 12.     | 170     |

### Juniorenweltmeisterschaften
- Chiesa in Valmalenco 2012: 14. Aerials
- Chiesa in Valmalenco 2013: 9. Aerials
- Chiesa in Valmalenco 2014: 12. Aerials

### Europacup
- Saison 2012/13: 3. Aerials-Disziplinenwertung
- Saison 2013/14: 2. Aerials-Disziplinenwertung
- 7 Podestplätze im Europacup, davon 3 Siege